# 栗城史多
栗城史多（日语：／ Kuriki Nobukazu，1982年6月9日—2018年5月21日），是日本極限登山員。

## 生平
栗城史多出生于北海道濑棚郡今金町。北海道桧山北高等学校、札幌国际大学人文社会学部\社会学科毕业。栗城史多曾经发表过名为《冒险的共有》的演讲。栗城史多曾多次攀登喜马拉雅山脉，并且曾经攀登珠穆朗玛峰。2009年9月从西藏出发，2010年10月，从尼泊尔出发，但在海拔8000米处撤退。决定2011年底进行第三次挑战。他曾出版著作《一步向前的勇气》。

## 年表
- 1982年（昭和57年）6月9日，出生。
- 2002年（平成14年）年末，攀登了小樽市钱函的中山岭，海拔1000米左右。
- 2004年（平成16年）5月21日，从日本出发前往迪纳利峰，是他的首次海外旅行。
- 2004年（平成16年）6月12日17时10分，登上迪纳利峰（北美最高峰，海拔6194米）。
- 2005年（平成17年）1月，登上阿空加瓜山（南美最高峰，海拔6962米）。
- 2005年（平成17年）6月，登上厄尔布鲁士山（欧洲最高峰，海拔5642米）。
- 2005年（平成17年）10月，登上乞力马扎罗山（非洲最高峰，海拔5895米）。
- 2006年（平成18年）10月，登上查亚峰（大洋洲最高峰，海拔4884米）。
- 2007年（平成19年）5月，无氧气单独登上卓奥友峰（世界第六高峰，海拔8201米），在7700米处滑降。
- 2007年（平成19年）12月，登上文森山（南极大陆最高山，海拔4892米）。
- 2008年（平成20年）10月，无氧气登上马纳斯卢峰（世界第七高峰，海拔8463米），在山顶处滑降。
- 2009年（平成21年）5月，无氧气登上道拉吉里峰，世界第八高峰，海拔8167米）。
- 2009年（平成21年）9月，从北侧无氧气挑战珠穆朗玛峰（世界最高峰，海拔8848米），但因体力不足，于7950米处撤退。
- 2010年（平成22年）5月，挑战安纳布尔纳峰（世界第十高峰，海拔8091米），于离山顶400米处撤退。
- 2010年（平成22年）8月末第二次挑战珠穆朗玛峰，在8000米处撤退。
- 2018年（平成30年）5月21日，第8次挑戰聖母峰登頂時，因身體不適從7400公尺處下撤途中失聯，攝影隊沿栗城行走的路徑尋獲他的遺體，享年35歲。[2]

## 获奖经历
- 2010年12月2日，《ファウストA.G.アワード2010》一书获得登山家大奖。
- 2011年（平成23年）1月25日，获得第2回若者力大奖。

## 电视节目
- タカアンドトシのどぉーだ!　北海道文化放送、2008年1月12日とその後複数回ゲスト出演（北海道出生的登山家宣传绿色T恤）
- ザ・ノンフィクション  山のバカヤロー ～登山家 栗城史多～　富士电视台、2009年2月22日
- エベレストで流しそうめん! 登山家栗城史多さんライブ配信　（ザ☆ネットスター!） NHK卫星第2频道（BS2）、2009年10月2日
- 7サミット 極限への挑戦 NHK综合频道、2010年1月4日
- 日本人初！単独無酸素でエベレストへ命知らずの登山家に密着（前編）（バース・デイ） TBS电视台、2010年1月25日
- 登山家 栗城史多 27歳 単独無酸素でのエベレスト登頂への挑戦 第2章（バース・デイ） TBSテレビ、2010年2月1日
- BSジャパン開局 10周年記念番組美しい地球の讃歌　BS JAPAN 2010年5月22日
- another sky　日本电视台、2010年7月9日
- 嵐にしやがれ　日本テレビ、2010年7月10日
- BS JAPAN頂の彼方へ・・・栗城史多の挑戦　BS JAPAN 2010年7月17日
- 人生が変わる1分間の深イイ話　日本电视台、2010年8月2日
- 地球の頂きへ 栗城史多 エベレスト挑戦　東京电视台、2010年10月24日
- たけしとひとし　日本电视台、2010年12月10日
- 地球の頂きへ 栗城史多 エベレスト挑戦～完全版　東京电视台、2011年1月3日
- 金曜日のスマたちへ　TBS电视台、2011年2月25日

## 著作、音乐
- 《一步向前的勇气》　 Sunmark出版、2009年12月、ISBN 978-4763199799
- Re:BIRTH（一张专辑的名字）中的《NO LIMIT ～勇気をキミに～》　King Records、2010年9月8日、KICS-1610
- 《NO LIMIT ノーリミット 自分を超える方法》  sanctuary出版、2010年10月、ISBN 978-4861139482